# Oxysternon

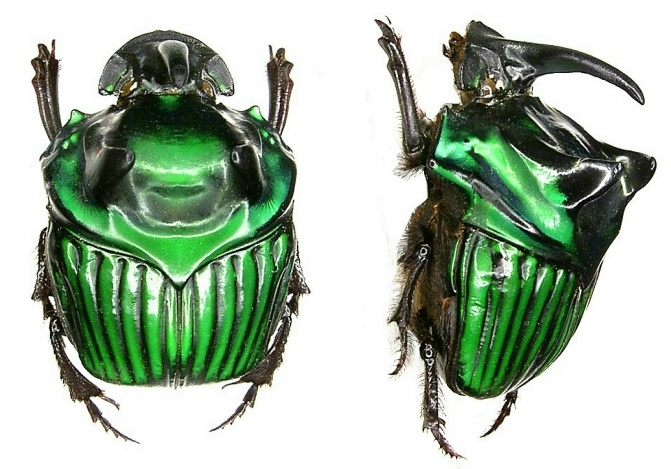
Oxysternon conspicillatum, самец

Oxysternon — род жесткокрылых насекомых семейства пластинчатоусых, подсемейства скарабеин. Его можно отличить от всех родственных родов по длинному шиповидному отростку переднего угла метастерна. Большинство видов различаются по цвету и цветовому рисунку. Чаще всего встречаются оттенки зелёного, часто с жёлтыми или медными бликами. Покровы всех видов кажутся невооруженному глазу очень гладкими или стекловидно-гладкими.

## Таксономия и номенклатура
Род Sternaspis был впервые предложен Hope в 1837 году, но название было занято и поэтому недействительно. Кастельно де Лапорт, писавший под псевдонимом Le Compte de Castelnau, предложил, чтобы род Oxysternon включал несколько видов, подобных Phaneus. Позже Oxysternon festivum был определен как типовой вид.

## Филогения и эволюция
Род монофилетический и его сестринской группой является род Phanaeus. Некоторые авторы выделяют два подрода и еще две группы видов. Было высказано предположение, что нынешнее распространение этого рода отражает события, происходящие после климатических колебаний в Амазонии.

## Распространение
Oxysternon — неотропический род, встречающийся к северу от тропика Козерога и к востоку от Анд. Только два широко распространенных вида встречаются на северо-западе Южной Америки и вплоть до южной части Центральной Америки. Большинство видов имеют ограниченное распространение в пределах бассейна Амазонки, Гвианского щита, региона Серрадо и атлантического прибрежного леса Бразилии.

## Экология
Oxysternon palaemon — широко распространённый жук в регионе Серрадо в Бразилии и прилегающих районах Боливии и Парагвая. Все остальные виды населяют сверхвлажные и умеренно влажные лесные местообитания с разной степенью устойчивости к фрагментации и деградации леса.
Поведение видов Oxysternon изучено слабо. Все виды кажутся копрофагами или копронекрофагами, хотя взрослые особи иногда поедают мякоть плодов.

## Систематика
В настоящее время род Oxysternon включает 11 видов:
- Oxysternon conspicillatum Weber, 1801
- Oxysternon durantoni Arnaud, 1984
- Oxysternon ebeninum (Nevinson, 1890)
- Oxysternon festivum (Linnaeus, 1767)[6]
- Oxysternon lautum (Macleay, 1819)
- Oxysternon macleayi (Nevinson, 1892)
- Oxysternon palaemon Laporte, 1840
- Oxysternon pteroderum Nevinson, 1892
- Oxysternon silenus Laporte, 1840
- Oxysternon spiniferum Laporte, 1840
- Oxysternon striatopunctatum Olsoufieff, 1924